# Многовекторная политика (Беларусь)
Многовекторная политика — внешнеполитическая стратегия Республики Беларусь, заключающаяся в балансировании между Востоком и Западом, а также в наращивании партнёрства со странами «дальней дуги».

## История
В начале 2000-х годов сложилась такая модель отношений России и ЕС, которая предполагала за Москвой сугубо периферийный статус в определении судьбы восточноевропейских стран. Данное обстоятельство вылилось в игнорирование региональной роли Кремля со стороны Запада. В данной обстановке Минск был вынужден балансировать между Россией и Западом. Президент Беларуси Александр Лукашенко пришёл к выводу, что опасно «лететь с одним крылом», опираясь исключительно на «российский вектор»: «Мы должны дружить со всеми соседями, нам ни Россия, ни Украина, ни Польша, ни Литва, ни Латвия не чужие», поскольку «находясь в эпицентре континента, нет другого пути, как развивать многовекторную политику».
К выбору такого курса подталкивало и то, что республика стремилась придать союзу с Россией характер равноправного взаимодействия. Отдельные действия партнёров порой рассматривались как «имперский реваншизм» и стремления ограничить или ликвидировать белорусский суверенитет. В силу этого тема интеграции нередко воспринималась как угроза для независимости страны. Российская сторона, ввиду меньших размеров соседа, воспримала Беларусь как малое государство, которое по отношению к Москве «обязано» выступать как сателлит. Притязания Минска на равноправное союзничество при таком подходе считались завышенными и необоснованными.
Кроме того, у Минска имелись трения также с ЕС и США. В этих условиях белорусские власти сделали ставку на «государства дальней дуги» в качестве противовеса Востоку и Западу.
Многовекторная политика вылилась в одновременном участии страны как в прозападных инициативах (Центральноевропейская инициатива, Восточное партнёрство), так и в пророссийских (Союзное государство, ОДКБ, ЕАЭС). Она во многом уберегла республику от мирового экономического кризиса 2008 года.
В середине 2000-х годов Беларусь активизировала контакты с дальним зарубежьем. Этот период отметился дипломатической активностью Минска в рамках Движения неприсоединения, а также стремительным сближением с Венесуэлой. Начиная с конца 2000-х годов страна наращивала сотрудничество с Китаем. С конца 2000-х годов начинается новый этап в отношениях Беларуси и Запада, когда официальный Минск пытался пойти на ограниченное сближение. К этому подталкивало и развитие новых отраслей белоруской экономики (особенно IT), завязанных на взаимодействии с западными корпорациями. На фоне конфликта на Донбассе белорусские власти в наиболее полной степени реализовали потенциал многовекторной политики, предложив республику в качестве нейтрального государства-посредника и «донора региональной стабильности».
Позиционирование страны как многовекторного государства, ограниченно сотрудничающего со всеми и однозначно не примыкающего ни к кому, потребовало обоснования в виде чёткого национального нарратива, объясняющего подобный выбор. В этот период наблюдается явное усиление националистических нарративов (см. «Мягкая белорусизация»).
После протестов 2020 года и ухудшения отношений с Западом многовекторная политика оказалась исчерпаной. Тем не менее, на VII Всебелорусском народном собрании Лукашенко высказался за продолжение курса, что отвечало общим тенденциям у малых и средних стран. На начало 2020-х годов многовекторность практиковали Казахстан, Венгрия, Словакия, Сербия, страны АСЕАН. Однако после августа 2020 года в Беларуси многовекторность была ограничена.

## Аналитика
Российский политолог Андрей Суздальцев писал, что подобная стратегия ставила под вопрос декларируемую белорусскими властями однозначную геополитическую ориентацию на Россию. По мнению специалиста, в стране укрепились тенденции прозападного характера, которые имели антироссийский характер. Подобное вредило связям Москвы и Минска, а также наносило ощутимый ущерб позициям России на международной арене. Суздальцев опасался, что балансирование во внешней политике могло привести к геополитическому повороту республики на Запад.
Как отметили его коллеги Николай Межевич и Всеволод Шимов, проблемой многовекторной политики было то, что она развивалась на фоне явного кризиса белорусско-российской интеграции, в силу чего воспринималась как «дрейф» Минска от Кремля на Запад. Это способствовало нарастанию конфликтных тенденций в белорусско-российских отношениях в 2014—2020 годах. По их мнению, дистанцирование Минска от России было спровоцировано русским империализмом. Решение данной проблемы специалисты видели в построении равноправного союза.
Белорусский социолог Виктор Кириенко связывал многовекторность с национальным менталитетом и культурным пограничьем между Западом и Востоком. Данное обстоятельство ставит нацию перед необходимостью осуществлять выбор между Западом и Востоком и постоянно искать свой собственный путь развития. Сотрудники БИСИ Виталий Стаховский и Юрий Ярмолинский видели корни многовекторности в белорусской истории, философии и искусстве. Строчку из государственного гимна «Дружба народаў – сіла народаў – наш запаветны, сонечны шлях» (в переводе с бел. — «Дружба народов – сила народов – наш заветный, солнечный путь») они также увязали с внешней политикой. По их мнению, данную стратегию можно рассматривать как часть «генетического и культурного кода и один из базовых ценностных ориентиров белорусов».